# Lexus GS
A Lexus GS egy felsőkategóriás autó, amelyet a japán Lexus cég gyártott 1991-től 2020-ig. Összesen 4 generációja van.

## Generációi

### S140 (1991–1997)

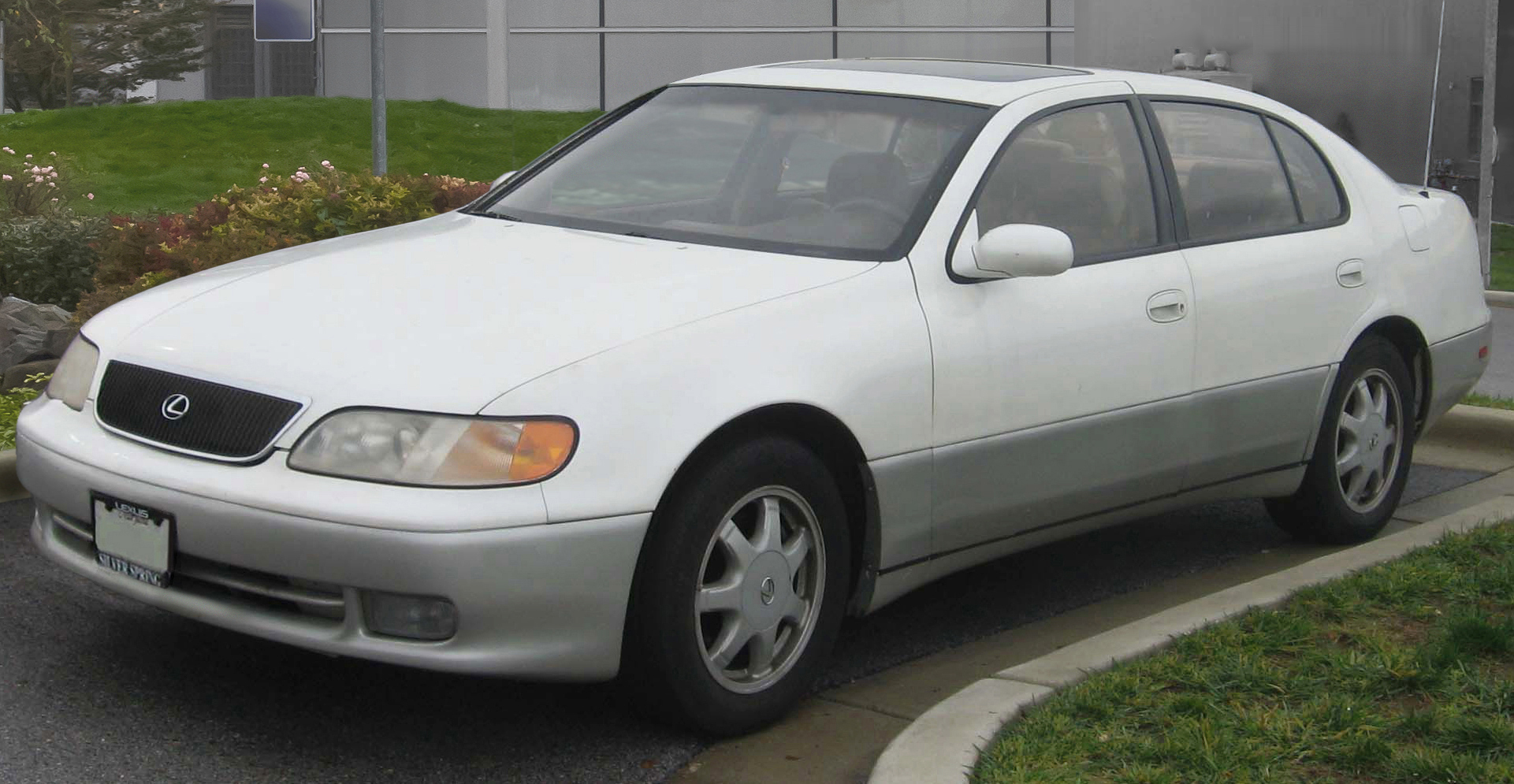
Lexus GS 1991–1997

A S140 az első generáció. A gyár 1991-től 1997-ig készítette a modelleket.

### S160 (1997–2005)

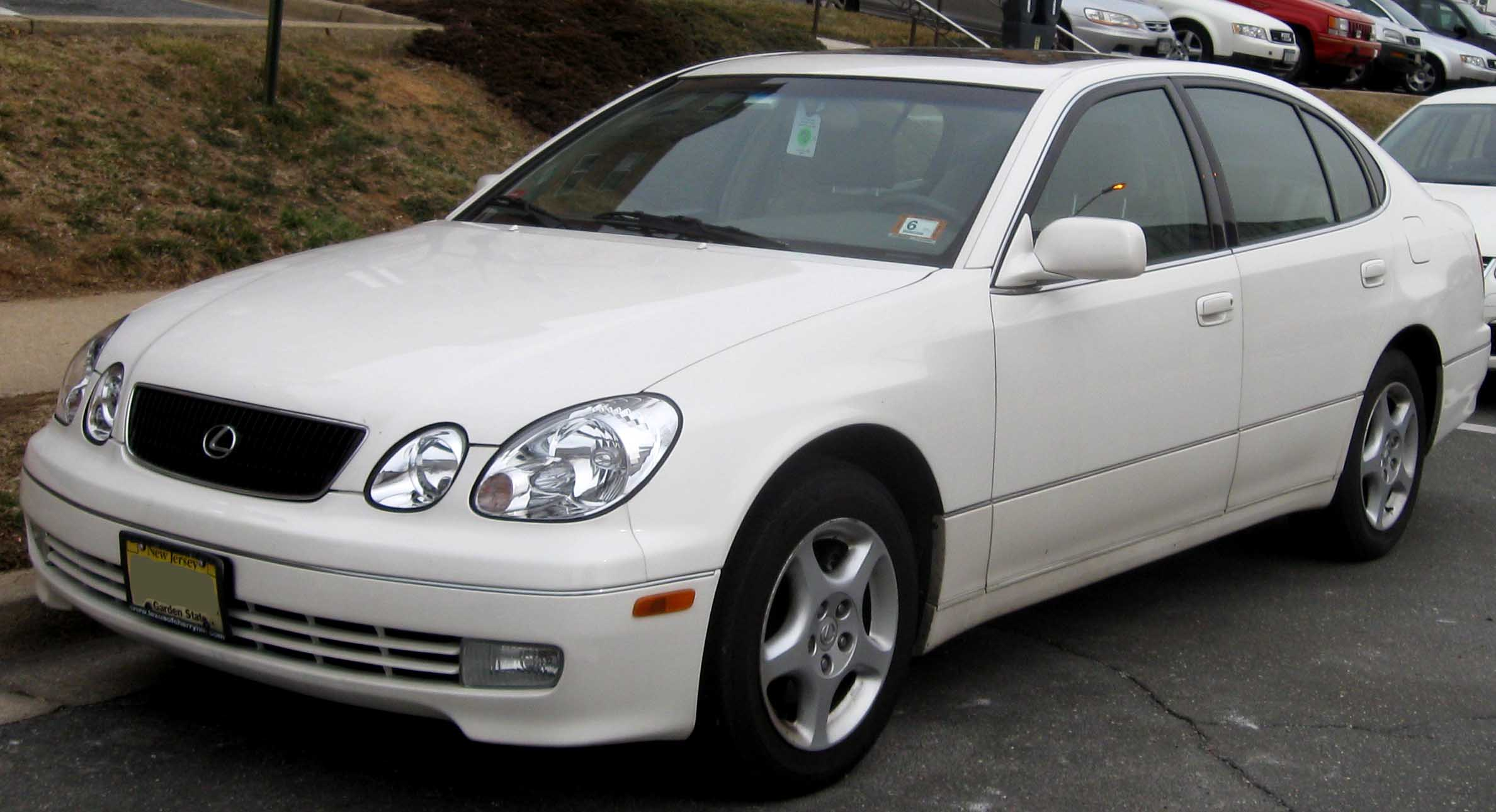
Lexus GS 1997–2005

Az S160 a második generáció. A gyár 1997-től 2005-ig készítette a modelleket. 2000-ben módosították a karosszériát.

### S190 (2005–2011)

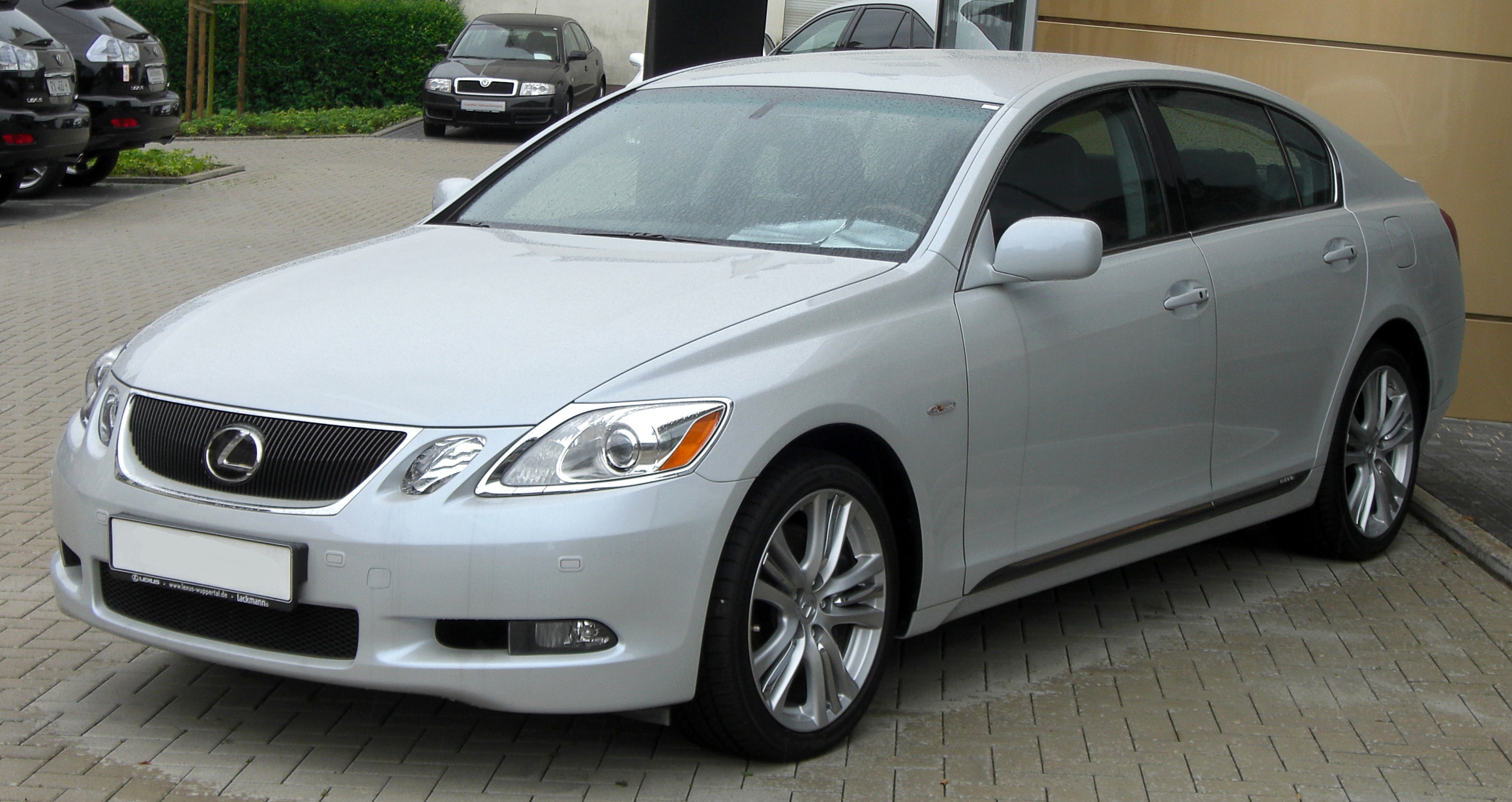
Lexus GS 2005–2011

Az S190 a harmadik generáció. A gyár 2005-től 2011-ig készítette a modelleket. 2007-ben módosították a karosszériát.

### L10 (2011–2020)

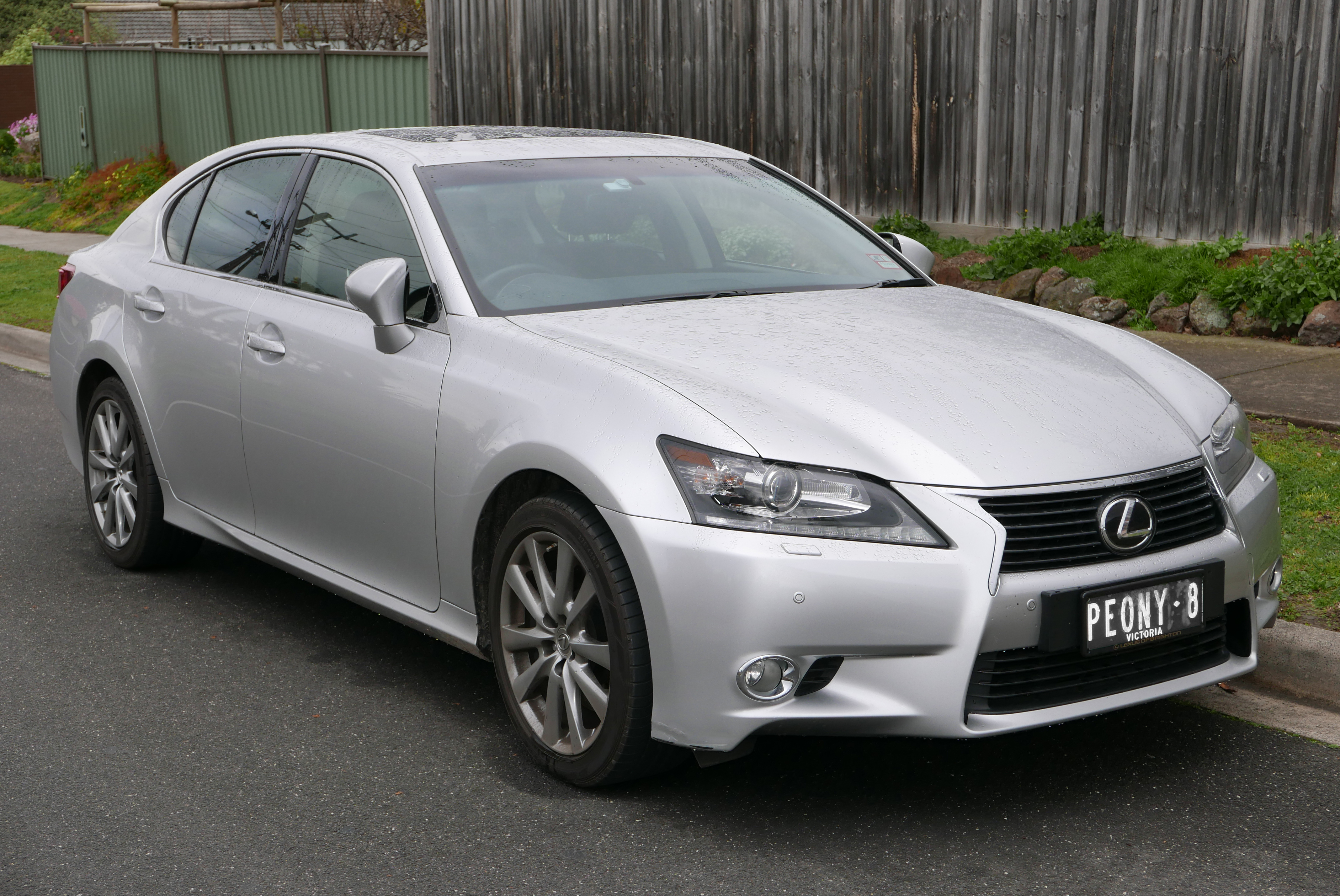
Lexus GS 2011–2020

Az L10 a negyedik generáció. A gyár 2011-től 2020-ig készítette a modelleket. 2015-ben módosították a karosszériát.

## Fordítás
Ez a szócikk részben vagy egészben  a   Lexus GS című angol Wikipédia-szócikk fordításán alapul.  Az eredeti cikk szerkesztőit annak laptörténete sorolja fel. Ez a jelzés csupán a megfogalmazás eredetét és a szerzői jogokat jelzi, nem szolgál a cikkben szereplő információk forrásmegjelöléseként.